# Александру Пицурка
Александру Пицурка (на румънски: Alexandru Victorio Piţurcă) е румънски футболист – нападател.

## Биография
Роден е на 28 октомври 1983. Син на известния румънски футболист и настоящ треньор на националния отбор на Румъния - Виктор Пицурка. Играе за Стяуа Букурещ, Регенсбург и Университатя Крайова. В ЦСКА София от август 2006 г. Той е третият румънски футболист дошъл в отбора след Еуджен Трика и Флорентин Петре. За 4 сезона в румънската първа дивизия е отбелязал 1 гол. На 10 април 2007 г. е освободен от отбора след като не успява да се наложи в титулярния състав.